# Coccorchestes waris
Coccorchestes waris is een spinnensoort uit de familie springspinnen (Salticidae). De soort komt voor in Nieuw-Guinea.